# Philippe Suchard
Philippe Suchard (Boudry, 9. listopada 1797. – Neuenburg, 14. siječnja 1884.),  švicarski slastičar i tvorničar čokolade.
1815. počinje je raditi kao šegrt slastičar sa starijim bratom u Berneu. 1824. iz Švicarske nakratko odlazi u SAD, a pri povratku u domovinu otvara slastičarnicu u Neuchâtelu.
1826. u Serrieresu otvara tvornicu čokolade pogonjenu vodenom mlinicom. Sa samo jednim radnikom proizvodio je između 25 i 30 kilograma čokolade dnevno.  Tijekom godina širio je svoje čokoladno bogatstvo diljem Švicarske i stvara poznate švicarske čokoladne brandove. 1880. otvara prvu inozemnu podružnicu slastičarnice švicarske čokolade u njemačkom gradu Lorrachu. 

## Zanimljivosti
Prvi doticaj s čokoladom Philippe Suchard imao je s 12 godina kada je odlazio Neuchâtel po pola kilograma čokolade u lokalnu ljekarnu za svoju bolesnu majku. Zanimljivo je da je cijena tog "lijeka" bila šest franaka, koji su tada vrijedili kao prosječna trodnevna radnička plaća.

## Vanjske poveznice
- Philippe Suchard i Kraft Foods